# Drawing Restraint 9
Drawing Restraint 9 är en experimentell film av den amerikanske visuella konstnären Matthew Barney från 2005. Filmen berör teman som självpåtagna begränsningar och visar upp Barneys intresse för religiös rit, den här gången med fokus på Shinto. Den utspelar sig i Japan och utgörs därför av japanska skådespelare samt Barneys partner, den isländska musikern Björk.

## Soundtrack
Soundtracket Drawing Restraint 9 är komponerat och framfört av Björk. Albumet utgavs första gången i juli 2005 av One Little Indian Records. Den amerikanska utgåvan kom i augusti samma år. Inför projektet med detta soundtrack reste Björk till Japan där hon studerade uråldrig japansk musik. I flera av låtarna används shō, ett japanskt instrument som kan beskrivas som en munorgel, framfört av Mayumi Miyata.

### Låtlista
Låtarna är skrivna av Björk där inget annat anges.
| Nr  | Titel                                      | Längd |
| --- | ------------------------------------------ | ----- |
| 1.  | Gratitude (skriven av Barney, Björk)       | 4:59  |
| 2.  | Pearl                                      | 3:43  |
| 3.  | Ambergris March                            | 3:57  |
| 4.  | Bath (skriven av Björk, Akira Rabelais)    | 5:07  |
| 5.  | Hunter Vessel                              | 6:36  |
| 6.  | Shimenawa                                  | 2:48  |
| 7.  | Vessel Shimenawa                           | 1:54  |
| 8.  | Storm (skriven av Björk, Leila)            | 5:32  |
| 9.  | Holographic Entrypoint (skriven av Barney) | 9:57  |
| 10. | Cetacea (skriven av Barney, Björk)         | 3:13  |
| 11. | Antarctic Return                           | 4:18  |